# Уокенабо (тауншип, Миннесота)
Уокенабо (англ. Waukenabo) — тауншип в округе Эйткин, Миннесота, США. На 2000 год его население составило 340 человек.

## География
По данным Бюро переписи населения США площадь тауншипа составляет 93,6 км², из которых 85,3 км² занимает суша, а 8,3 км² — вода (8,86 %).

## Демография
По данным переписи населения 2000 года здесь находились 340 человек, 135 домохозяйств и 105 семей. Плотность населения — 4,0 чел./км². На территории тауншипа расположено 429 построек со средней плотностью 5,0 построек на один квадратный километр. Расовый состав населения: 99,41 % белых и 0,59 % приходится на две или более других рас.
Из 135 домохозяйств в 27,4 % воспитывались дети до 18 лет, в 71,9 % проживали супружеские пары, в 3,0 % проживали незамужние женщины и в 21,5 % домохозяйств проживали несемейные люди. 17,0 % домохозяйств состояли из одного человека, при том 3,7 % из — одиноких пожилых людей старше 65 лет. Средний размер домохозяйства — 2,52, а семьи — 2,83 человека.
21,8 % населения — младше 18 лет, 6,5 % — в возрасте от 18 до 24 лет, 20,9 % — от 25 до 44, 29,7 % — от 45 до 64, и 21,2 % — старше 65 лет. Средний возраст — 46 лет. На каждые 100 женщин приходилось 123,7 мужчин. На каждые 100 женщин старше 18 приходилось 123,5 мужчин.
Средний годовой доход домохозяйства составлял 29 643 доллара, а средний годовой доход семьи — 30 833 доллара. Средний доход мужчин — 36 250 долларов, в то время как у женщин — 19 327. Доход на душу населения составил 13 621 доллар. За чертой бедности находились 15,5 % семей и 13,6 % всего населения тауншипа, из которых 6,3 % младше 18 и 19,8 % старше 65 лет.